# Coquette chalybée
Lophornis chalybeus
Espèce
Synonymes
- Lophornis chalybea

Statut de conservation UICN

 LC  : Préoccupation mineure
Statut CITES
Répartition géographique
La Coquette chalybée (Lophornis chalybeus) est une espèce de colibri (famille des Trochilidae).

## Répartition
Cet oiseau est endémique du Brésil (forêt atlantique).

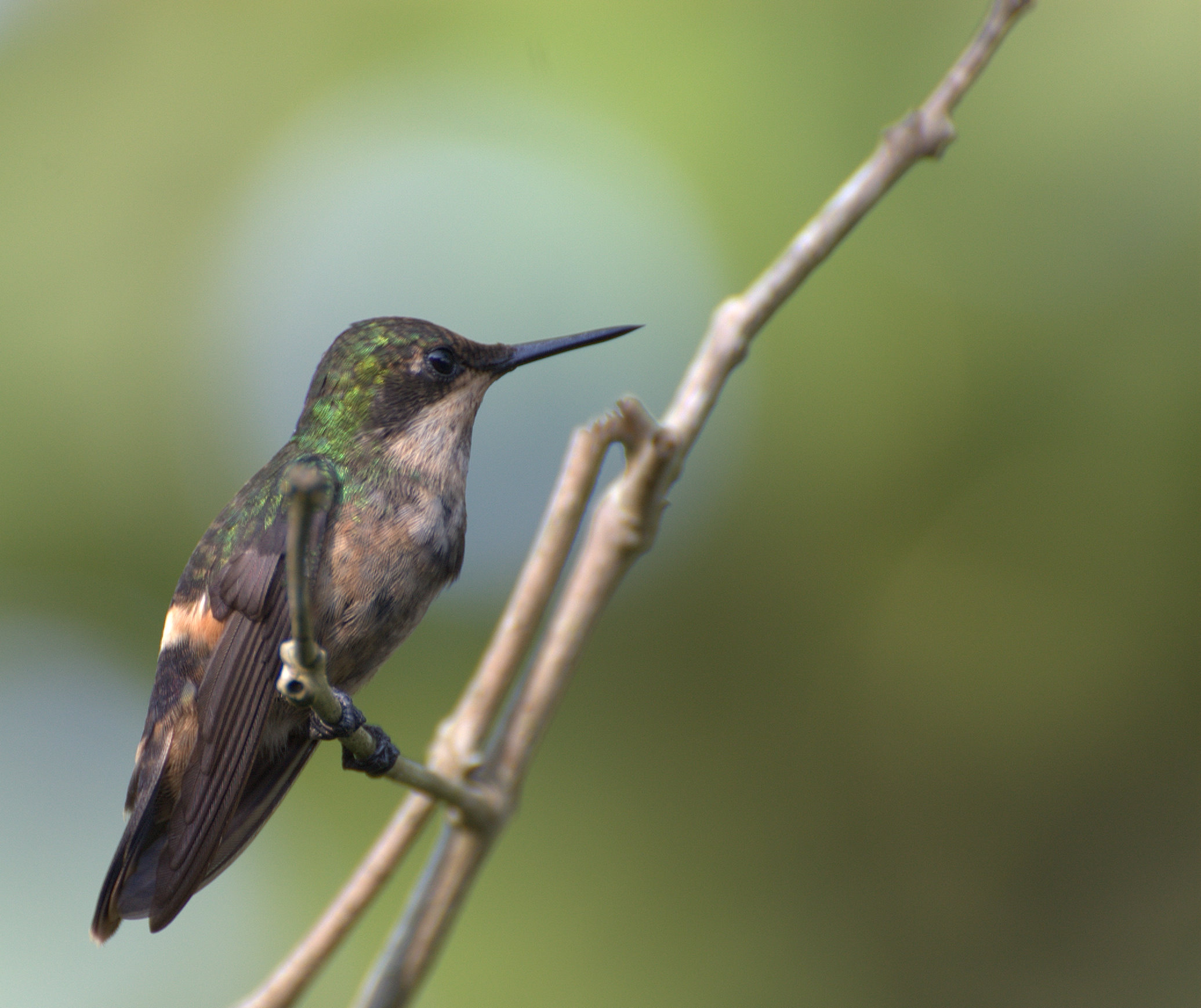
♀

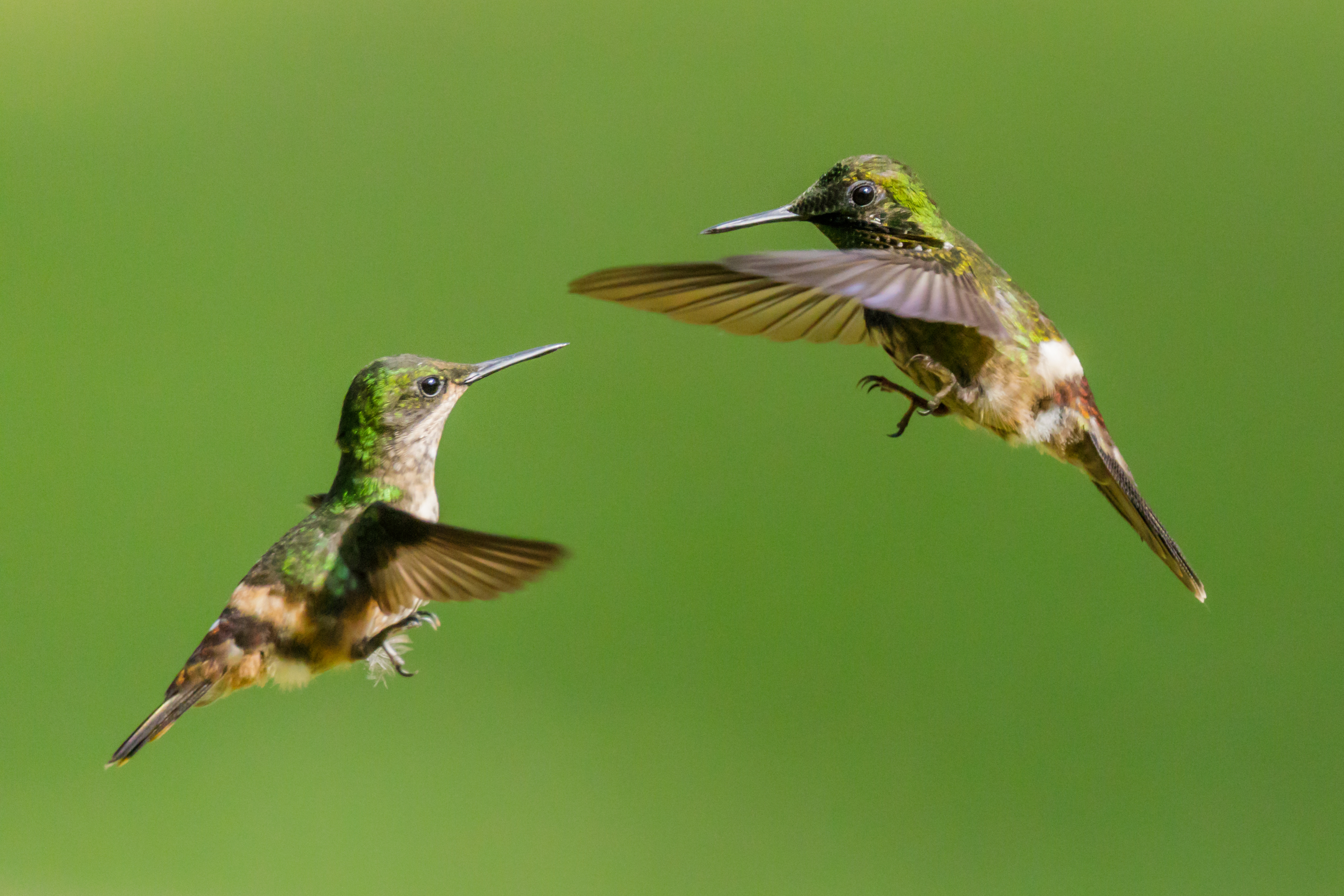
Coquettes chalybées dans l'État de São Paulo, Brésil. Mai 2021.